# MacKinlay Kantor

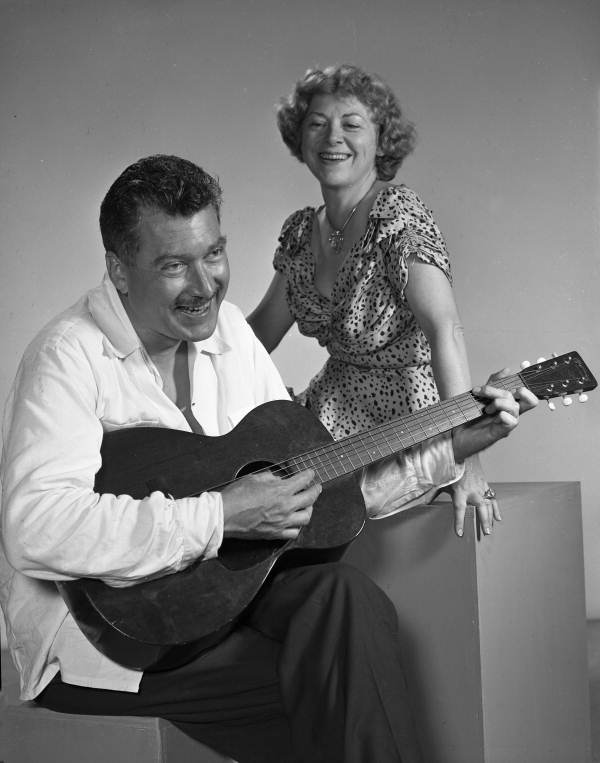
MacKinlay Kantor

MacKinlay Kantor (* 4. Februar 1904 in Webster City, Iowa; † 11. Oktober 1977 in Sarasota, Florida) war ein US-amerikanischer Schriftsteller, der hauptsächlich Romane verfasste.

## Leben
Seine erste Dichtung schrieb er mit 17 Jahren. Kurz danach, mit 18, gewann er seinen ersten Schreibwettbewerb. 1928 fertigte er seinen ersten Roman mit dem Titel Diversey. Die zeitgemäße Handlung betraf die organisierte Kriminalität Anfang des 20. Jahrhunderts in Chicago.
In den 1930er Jahren schrieb Kantor zum ersten Mal einen Roman über den amerikanischen Sezessionskrieg: Long Remember. Der Grund für diesen Realroman Kantors findet sich in seiner Kindheit: in jungen Jahren sprach er mit einigen Veteranen dieses Krieges und war fortan begeisterter Anhänger solcher Erzählungen. Long Remember zählt als einer der ersten vom Realismus geprägten Romane überhaupt.
Sein 1945 geschriebener Roman Glory for Me war Grundlage des 1946 mit sieben Oscars ausgezeichneten Films Die besten Jahre unseres Lebens. 1955 war das Jahr, als er den Roman Andersonville veröffentlichte. Die Handlung ist angelegt auf das berüchtigte Kriegsgefangenenlager Andersonville (eigentlich Camp Sumter) der Konföderierten im Amerikanischen Bürgerkrieg. Für sein erschütterndes Werk erhielt er 1956 den Pulitzer-Preis für den besten Roman.
Zeit seines Lebens schrieb Kantor weit über 30 Romane, in denen sich meist der Sezessionskrieg spiegelt. Dazu gehört das Werk Gettysburg sowie If the South Had Won the Civil War. Seinen letzten Roman Valley Forge schrieb er 1975. Trotz seines großen Hangs zur historischen Belletristik, versuchte er sich 1965 als Koautor zusammen mit dem Air Force General Curtis E. LeMay an dessen Autobiografie Mission with LeMay.

## Werk
Romane
- Diversey, 1928
- El Goes South, 1930
- The Jaybird, 1932
- Long Remember, 1934
- The Voice of Bugle Ann, 1935
- Arouse and Beware, 1936
- The Romance of Rosy Ridge, 1937
- The Noise of Their Wings, 1938
- Here Lies Holly Springs, 1938
- Valedictory, 1939
- Cuba Libre, 1940
- Gentle Annie, 1942
- Happy Land, 1943
- Glory for Me, 1945
- Midnight Lace, 1948
- The Good Family, 1949
- Wicked Water, 1949
- One Wild Oat, 1950
- Signal Thirty-Two, 1950 (dt. Signal 32. Kriminalroman, Heyne, München 1962)
- Don't Touch Me, 1951
- Warwhoop: Two Short Novels of the Frontier, 1952
- The Daughter of Bugle Ann, 1953
- God and My Country, 1954
- Andersonville, 1955 (dt. Andersonville , Cotta, Stuttgart 1957)
- Frontier: Tales of the American Adventure, 1959
- The Unseen Witness, 1959
- Spirit Lake, 1961
- If the South Had Won the Civil War (1961; zuerst 1960 im Magazin Look veröffentlicht)
- Beauty Beast, 1968 (dt. Schönes Biest, Droemer/Knaur, München und Zürich 1970; dort zuletzt 1976 erschienen, ISBN 3-426-00293-0)
- I Love You, Irene, 1973
- The Children Sing, 1974
- Valley Forge, 1975

Sammelbände mit Erzählungen und Essays
- Turkey in the Straw. A Book of American Ballads and Primitive Verse, 1935
- Author’s Choice, 944
- Silent Grow the Guns, and Other Tales of the American Civil War, 1958
- It’s About Crime, 1960
- The Gun-Toter, and Other Stories of the Missouri Hills, 1963
- Story Teller, 1967
- American Short Stories, Bearb. von Karl Botzenmayer, Inhalt: I will do my best, Gun Crazy, The Comforter Returneth, Verlag Ferdinand Schoeningh, 1954

Kinder- und Jugendbücher
- Angleworms on Toast, 1942
- Lee and Grant at Appomattox, 1950
- Gettysburg, 1952
- The Work of Saint Francis, 1958

Sachbücher und Autobiografisches
- But Look, the Morn. The Story of a Childhood, 1951
- Lobo, 1958
- zusammen mit Curtis LeMay: Mission with LeMay. My Story, 1965
- The Day I Met a Lion, 1968
- Missouri Bittersweet, 1969
- Hamilton County, 1970

## Verfilmungen
Literarische Vorlage
- 1936: Ein Schrei in der Nacht (The Voice of Bugle Ann)
- 1943: Happy Land
- 1944: Gentle Annie
- 1945: Die besten Jahre unseres Lebens (The best Years of our Lives)
- 1953: Heißer Westen (Outlaw Territory)
- 1966: Vierzig Draufgänger (Follow Me, Boys!)

Drehbuch
- 1950: Gefährliche Leidenschaft (Gun Crazy)

1958 war Kantor Darsteller in dem Film Sumpf unter den Füßen (Wind Across the Everglades).